# Курмемен
Курмемен (фр. Courmemin) насеље је и општина у централној Француској у региону Центар (регион), у департману Лоар и Шер која припада префектури Роморантен Лантне.
По подацима из 2011. године у општини је живело 523 становника, а густина насељености је износила 21,64 становника/km². Општина се простире на површини од 24,17 km². Налази се на средњој надморској висини од 110 метара (максималној 124 m, а минималној 84 m).

## Демографија
| 1962. | 1968. | 1975. | 1982. | 1990. | 1999. | 2011. |
| ----- | ----- | ----- | ----- | ----- | ----- | ----- |
| 573   | 588   | 505   | 503   | 526   | 471   | 523   |

График промене броја становника у току последњих година